# Третья Республика Мадагаскар
Третья Республика Мадагаскар, официально — Респу́блика Мадагаска́р (малаг. Repoblikan'i Madagasikaray, фр. République de Madagascar) — 18-летний период в истории Мадагаскара после падения социалистического режима в 1992 году.

## История
Новый проект Конституции был одобрен 75 % голосов избирателей на общенациональном референдуме 19 августа 1992 года. 
Первый тур президентских выборов в стране состоялся 25 ноября. Кандидат от Национального союза развитии и демократии Альберт Зафи получил 46 % голосов избирателей, а лидер АРЕМА Дидье Рацирака набрал примерно 29 % голосов. Остальные голоса были разделены между множеством других кандидатов. Поскольку ни один из кандидатов не получил большинства поданных голосов, второй тур выборов между двумя лидерами был проведён 10 февраля 1993 года. В итоге Альберт Зафи вышел победителем, набрав почти 67 % голосов избирателей.
Третья Республика официально была объявлена 27 марта 1993 года, когда Зафи был приведён к присяге в качестве президента. Победа была дополнительно закреплена на выборах, состоявшихся 13 июня 1993 года, где 138 мест во вновь созданном Национальном собрании заняла прозафинская коалиция «Силы Вивес». Избиратели явились в небольшом количестве (примерно от 30 до 40 %), потому что их призвали голосовать в четвёртый раз менее чем за год. «Силы Вивес» и другие союзные партии получили 75 мест. Эта коалиция дала Альберту явное большинство и позволила ему избрать премьер-министром Франциска Равуни из «Сил Вивес».
Ко второй половине 1994 года опрометчивый оптимизм, сопровождавший этот драматический переходный процесс, несколько снизился, поскольку недавно избранное демократическое правительство столкнулось с многочисленными экономическими и политическими препятствиями. К этим бедам добавилась относительно небольшая, но, тем не менее, неприятная политическая проблема, связанная с отказом Дидье Рацираки покинуть президентский дворец. Режим Альберта Зафи оказался под растущим экономическим давлением со стороны МВФ и иностранных доноров с целью проведения рыночных реформ, таких как сокращение бюджетного дефицита и раздутой государственной службы, которые мало что делает для решения экономических проблем, с которыми сталкивается большинство населения Мадагаскара. Зафи также столкнулся с растущими разногласиями внутри своей правящей коалиции, а также с оппозиционными группами, обычно называемыми «федералистами», стремящимися к большей власти в провинциях (известными как «фаритани») при более децентрализованном правительстве.
В результате в 1996 году Альберту Зафи был объявлен импичмент, а Норберт Рацирахонана был назначен на 3 месяца временным президентом до следующих президентских выборов. Затем Дидье Рацирака был снова избран к власти на платформе децентрализации и экономических реформ на второй срок, который длился с 1996 по 2001 год.
Президентские выборы 2001 года, на которых мэр Антананариву Марк Равалуманана одержал победу, вызвали семимесячное противостояние в 2002 году между сторонниками Раваломананы и Рацираки. Негативное экономическое воздействие политического кризиса было постепенно преодолено прогрессивной экономической и политической политикой Равалумананы, которая поощряла инвестиции в образование и экотуризм, способствовала прямым иностранным инвестициям и развивала торговое партнёрство как на региональном, так и на международном уровне. Под его руководством национальный ВВП рос в среднем на 7 % в год. Во второй половине своего второго срока Равалуманана подвергся критике со стороны местных и международных наблюдателей, которые обвинили его в усилении авторитаризма и коррупции.
В начале 2009 года лидер оппозиции и мэр Антананариву Андри Радзуэлина возглавил движение, в котором Марк Равалуманана был отстранён от власти в результате неконституционного процесса, который широко осуждён как государственный переворот. В марте 2009 года Радзуэлина был объявлен Верховным судом президентом Высшей переходной администрации — временного руководящего органа, ответственного за продвижение страны к президентским выборам. В 2010 году референдумом была принята новая Конституция, в соответствии с которой была учреждена Четвёртая Республика, поддерживающая демократическую многопартийную структуру, установленную в предыдущей Конституции.